# Сейлем (Оклахома)
Сейлем (англ. Salem) — переписна місцевість (CDP) в США, в окрузі Адер штату Оклахома. Населення — 112 осіб (2010).

## Географія
Сейлем розташований за координатами 35°45′54″ пн. ш. 94°34′29″ зх. д. / 35.76500° пн. ш. 94.57472° зх. д. (35.764971, -94.574852).  За даними Бюро перепису населення США в 2010 році переписна місцевість мала площу 8,65 км², з яких 8,64 км² — суходіл та 0,01 км² — водойми.

## Демографія
Згідно з переписом 2010 року, у переписній місцевості мешкало 112 осіб у 42 домогосподарствах у складі 32 родин. Густота населення становила 13 особи/км².  Було 42 помешкання (5/км²).
Расовий склад населення:
| - 53,6 % — білих - 43,8 % — корінних американців - 0,9 % — чорних або афроамериканців |

До двох чи більше рас належало 1,8 %. Частка іспаномовних становила 0,0 % від усіх жителів.
За віковим діапазоном населення розподілялося таким чином: 27,7 % — особи молодші 18 років, 58,0 % — особи у віці 18—64 років, 14,3 % — особи у віці 65 років та старші. Медіана віку мешканця становила 33,5 року. На 100 осіб жіночої статі у переписній місцевості припадало 115,4 чоловіків;  на 100 жінок у віці від 18 років та старших — 118,9 чоловіків також старших 18 років.
Цивільне працевлаштоване населення становило 52 особи. Основні галузі зайнятості: освіта, охорона здоров'я та соціальна допомога — 32,7 %, мистецтво, розваги та відпочинок — 25,0 %, транспорт — 21,2 %.